# متلازمة M-3
متلازمة 3-M(بالإنجليزية: 3-M syndrome)‏ هو اضطراب نادر يسبب قصر في القامة (تقزم)، وتكون ملامح الوجه غير عادية، مرافقا بتشوهات في الهيكل العظمي. اسم هذه المتلازمة يأتي من الأحرف الأولى من ثلاثة باحثين الذين حددواهذا المرض لأول مرة: ميلر (Miller)، موكوسيك (McKusick)، مالفوكس (Malvaux)، ولها أسماء أخرى عديدة منها: ثلاثة M متلازمة أو نموّ dolicospondylic الشاذ؛ متلازمة لو ميرير Merrer أو المتلازمة الكئيبة (بسبب الأعراض السائدة التي تعطي وجه كئيب للمصابين).

## الأعراض
إن الأعراض الرئيسية لمتلازمة 3 M هي: تقزّم، اعراض الوجه الكئيب، علو عضلات الظهر؛ صغر حجم منطقة الصدر الصغيرة، بروز عظام الكتف، خنصر قصير، بروز كعب الأقدام، وجه مثلثي الشكل، جسر الأنف الذي يبدو غارقا؛ كثافة الحواجب؛ ذقن مدبب، بروز الفم والشفاه.

## الأسباب
يعتقد بأنّ تغير الجين كولين 7 يمكن أن يؤدّي إلى حالة اختلال.وبما ان كولين 7 يعود إلى عائلة البروتينات المسؤولة عن تعليمة الخلية فأن الاختلال فيه يؤدي إلى تاخر في الولادة مما يسبب بعض التشوهات الجسدية.

## التشخيص والعلاج
أفضل تشخيص محتمل يمكن أن يعمل قبل ولادة الرضيع. الفحص قبل الولادة يمكن أن يعمل باستعمال تخطيط الصدى. ويمكن اعطاء المرضى الذين يعانون من التقزّم يمكن هورمونات النمو لتحسين نموهم.كما يمكن القيام بأجراء عمليات تجميلية للتشوهات المصاحبة للمرض. لا معالجة نفسية مطلوبة لان الحالة العقلية للمرضى تبقى طبيعية.

## وصلات إضافية
- GeneReviews/NIH/NCBI/UW entry on 3-M syndrome
- OMIM entries on 3-M syndrome